# Çaypınar, Akdağmadeni
Çaypınar là một xã thuộc huyện Akdağmadeni, tỉnh Yozgat, Thổ Nhĩ Kỳ. Dân số thời điểm năm 2010 là 344 người.